# Johannes Unglaube

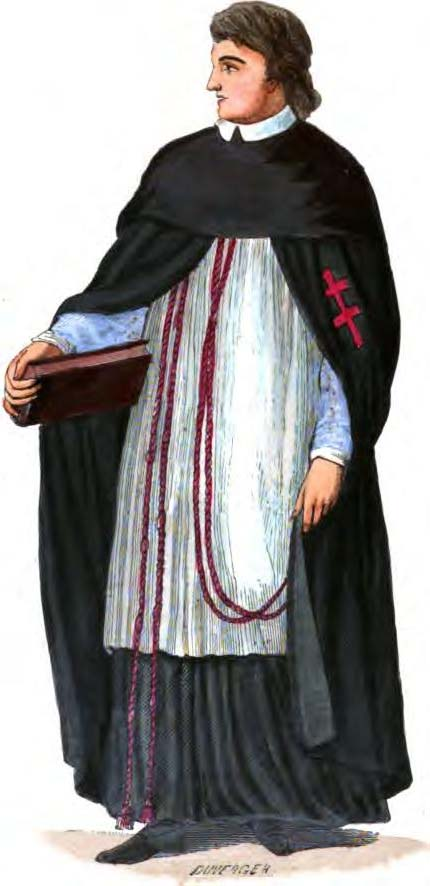
Kanoniker vom Heiligen Grab zu Jerusalem

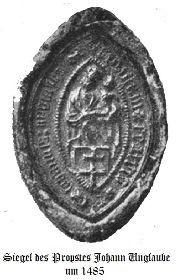
Eines der ältesten noch erhaltenen Siegel des Ordens der Kreuzherren, spitzoval, zeigt Maria mit dem Jesuskind und dem doppelten roten Kreuz. Umschrift: Sigilum fratris Johannis Unglaube. Um 1485.

Propst Johannes VII Unglaube, 1496. Beurkundung eines Zinses von 2 Mark auf Wiederkauf.

Johannes VII Unglaube lateinisch Johannem Vnglaube de Hirschbergk; * um 1445 in Hirschberg, Fürstentum Schweidnitz-Jauer; † um 1520 in Neisse, (Fürstentum Neisse) war von 1485 bis 1500 als Johannes VII. Propst und Meister der Kreuzherren mit dem doppelten roten Kreuz zu Neisse, der Residenzstadt der Breslauer Bischöfe. Ab 1488 verfasste er das Copialbuch (codex membranaceus) des Neisser Kreuzstiftes. Schreiber des Werkes war sein Stiftskapitular Johann Frühauf (Johannes Fruoff scriba confrater vester). Dieses Copialbuch gehörte zu den bedeutendsten Werken dieser Gattung in Schlesien. Es enthielt fast alle das Kreuzstift Neisse betreffenden Urkunden und endete mit dem Jahr 1717. Dieses Buch scheint aber spätestens mit Ende des Zweiten Weltkriegs verschollen zu sein. Es existiert nun aber eine Abschrift dieses Copialbuches mit dem Titel: Archiv der Kreuzherren zu Neiße des Ordens vom heil. Grabe zu Jerusalem. Diese Abschrift datiert aus dem Jahr 1820 und befindet sich im Staatsarchiv Breslau, auf Mikrofilm archiviert. Zu den wenigen erhaltenen Zeitzeugnissen zählt auch eine Urkunde aus dem Jahr 1496. Hierin verkauft ein Baltharzar Clement seinen Zins von 2 Mark auf Wiederkauf an Herrn Andree Karblisch, Mansionar (Kirchendiener) der Kirche St. Johannis zu Neisse. Besiegelt vom Propst Johannes Unglaube, ausgefertigt vom Bruder Petrus Kellner.

## Leben

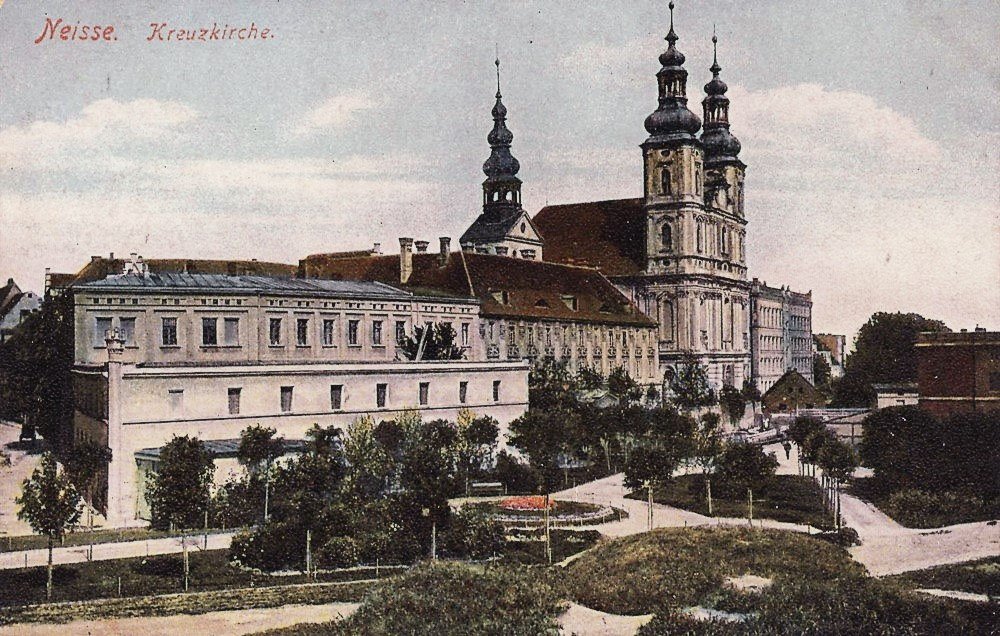
Blick auf die Kreuzkirche Neisse (1900/1910)

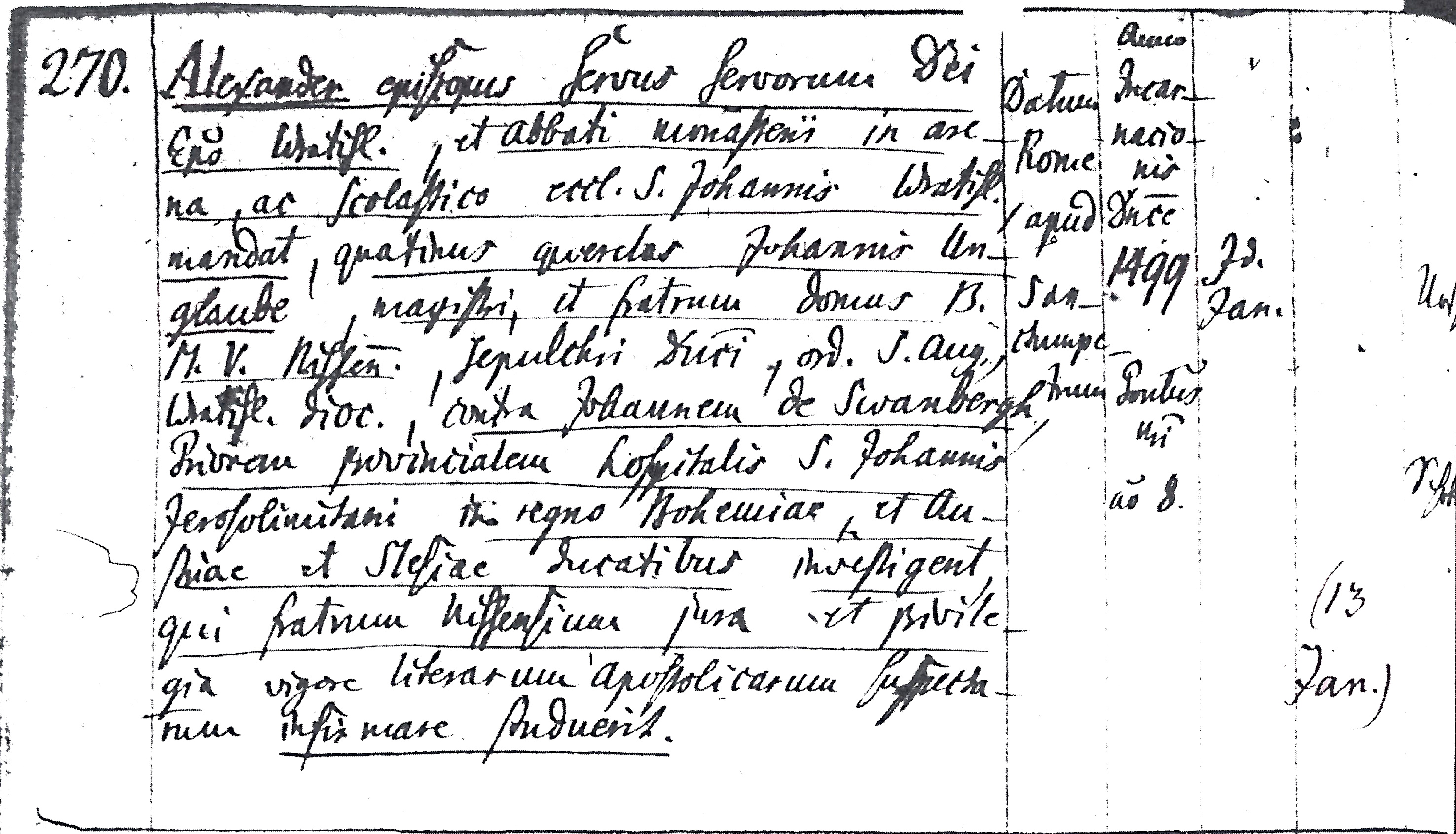
1499, 13. Januar: Papst Alexander VI beauftragt Breslau nach einer Beschwerde einen Vergleich zu erreichen.

Propst Johannes VII Unglaube, 1496. Beurkundung eines Zinses von 2 Mark auf Wiederkauf.

Die Vorfahren des Johannes VII Unglaube gehörten dem Hessischen Niederadel an. Die Unglaube, siedelten ursprünglich im südlichen Rhein-Main-Gebiet in Hessen und traten dort seit 1178 als Ritter und Ministerialen im Dienst verschiedener Reichsministerialen und dem Erzbistum Mainz auf. Ab dem ersten Drittel des 14. Jahrhunderts sind sie auch in Schlesien urkundlich belegt. In einer Urkunde vom 6. Juli 1338 wird ein Peter (Pecz) Ungeloube als Bürgermeister von Freystadt (Fryginstat) genannt.
In der Nachfolge weiterer Bürgermeister und Ratsherren (Konsuln) zu Freystadt, Sagan und Glogau, setzte Johannes VII Unglaube als Stiftspropst der Neisser Kreuzherren mit dem doppelten roten Kreuz diese Reihe in herausragender Stellung fort. Ihm war es zu verdanken, dass sämtliche Stifte und Einrichtungen der Kreuzherren weiter selbständig blieben. Papst Innozenz VIII. (1484–1492) stellte auf Betreiben des Malteser-Ordens eine Bulle aus, mit der sich der Kreuzherrenorden auflösen und in den Malteserorden überführt werden sollte. Am 20. August 1500 forderte dies der Prokurator des Großpriors der Malteser, Johann von Schwanberg, vom Propst Johannes VII Unglaube unter Berufung auf die vorgenannte Papstbulle. Dieser hatte jedoch bereits vorher an den Heiligen Stuhl appelliert und bei Papst Alexander VI., Nachfolger von Innozenz VIII., eine Gegenbulle mit Datum vom 13. Januar 1499 erwirkt. Damit erreichte er die Einsetzung einer Untersuchungskommission. Diese setzte sich aus dem Breslauer Offizial Nikolaus Tauchen, dem Bischof Johann IV. Roth und dem Abt des Breslauer Sandstifts, Benedikt Johnsdorf zusammen. Die Verhandlungen endeten damit, dass die Malteser auf eine Übernahme des Kreuzherren-Ordens in Schlesien verzichteten und ihnen im Gegenzug die Prager Kreuzherren-Propstei am Zderaz auf „Lebenszeit“ zugesprochen wurde.

## Regesten
11 Urkundenabschriften aus dem Archiv der Kreuzherren zu Neisse und 2 Originalurkunden von und mit dem Propst und Meister der Kreuzherren, Johannes VII Unglaube
- Nr. 254 1487, 9. Februar: Beurkundung einer Schlichtung zu Gunsten des Johanne Unglawbe.
- Nr. 257 1488, 24. Januar: Beurkundung über 334 Ungarische Gulden zu Gunsten von Johanne Unglaub und dem Kreuzherren - Convent.
- Nr. 258 1491, 3. März: Beurkundung über 20 ½ Gulden zu Gunsten des Johanni Unglaub und dem Convent.
- Nr. 260 1491, 3. Dezember: Bruder Johannes Unglawb beurkundet einen Verkauf.
- Nr. 261 1491, 24. Dezember: Beurkundung eines Kaufs des Johanni Unglawb, Creuzigermeister, über 17 Gulden und 4 Groschen.
- Nr. 262 1493, o. T.: Urkunde des Johannes Unglaube für die Züchnerbruderschaft zu Neisse.
- Nr. 263 1493, 28. Juni: Beurkundung eines Verkaufes des Johanni Unglawb, Creuzigermeister.
- Nr. 264 1494, 23. August: Beurkundung zu Gunsten des Johanni Unglawbe, Creuzigermeister, einen Acker betreffend.
- Nr. 265 1495, 9. September: Johannes Unglaube siegelt eine Urkunde für das Dominium Beigwitz bezgl. der Lieferung von 16, 8 und 6 Scheffel Korn.
- Originalurkunde aus 1496: Johannes Unglawb, Creuzigermagister, beurkundet einen Verkauf über 40 Mark.
- Nr. 270 1499, 13. Januar: Alexander VI Papst, beauftragt Breslau nach einer Beschwerde des Propstes Johannis Unglaube, einen Vergleich zu erreichen, der den Kreuzherren die Rückkehr in ihre vormalige Unabhängigkeit ermöglicht.
- Nr. 271 1499, 6. Juli: Urkunde über Steuerangelegenheiten mit Johannes Unglaube und Heinricus Kindlinger, einem Lizentiaten der Rechte zu Neisse.
- Originalurkunde aus 1504, 15. Mai: Bestätigungsurkunde der Stadt Neisse über die Urkunde Nr. 254 von 1484, 9. Februar: Beurkundung einer Schlichtung zu Gunsten des Johanne Unglawbe.